# Grand Prix du Taipei chinois
 (octobre 2015).
Si vous disposez d'ouvrages ou d'articles de référence ou si vous connaissez des sites web de qualité traitant du thème abordé ici, merci de compléter l'article en donnant les références utiles à sa vérifiabilité et en les liant à la section « Notes et références ».
Le Grand Prix du Taipei chinois est un tournoi de badminton annuel organisé depuis 2015 à Taïwan. Il fait partie des tournois classés Grand Prix.

## Résultats
| Année | Simple hommes    | Simple dames | Double hommes                                  | Double dames                                    | Double mixte                             |
| ----- | ---------------- | ------------ | ---------------------------------------------- | ----------------------------------------------- | ---------------------------------------- |
| 2015  | Sony Dwi Kuncoro | Lee Jang-mi  | Marcus Fernaldi Gideon Kevin Sanjaya Sukamuljo | Anggia Shitta Awanda Ni Ketut Mahadewi Istirani | Ronald Alexander Melati Daeva Oktavianti |